# انهيار الزواج

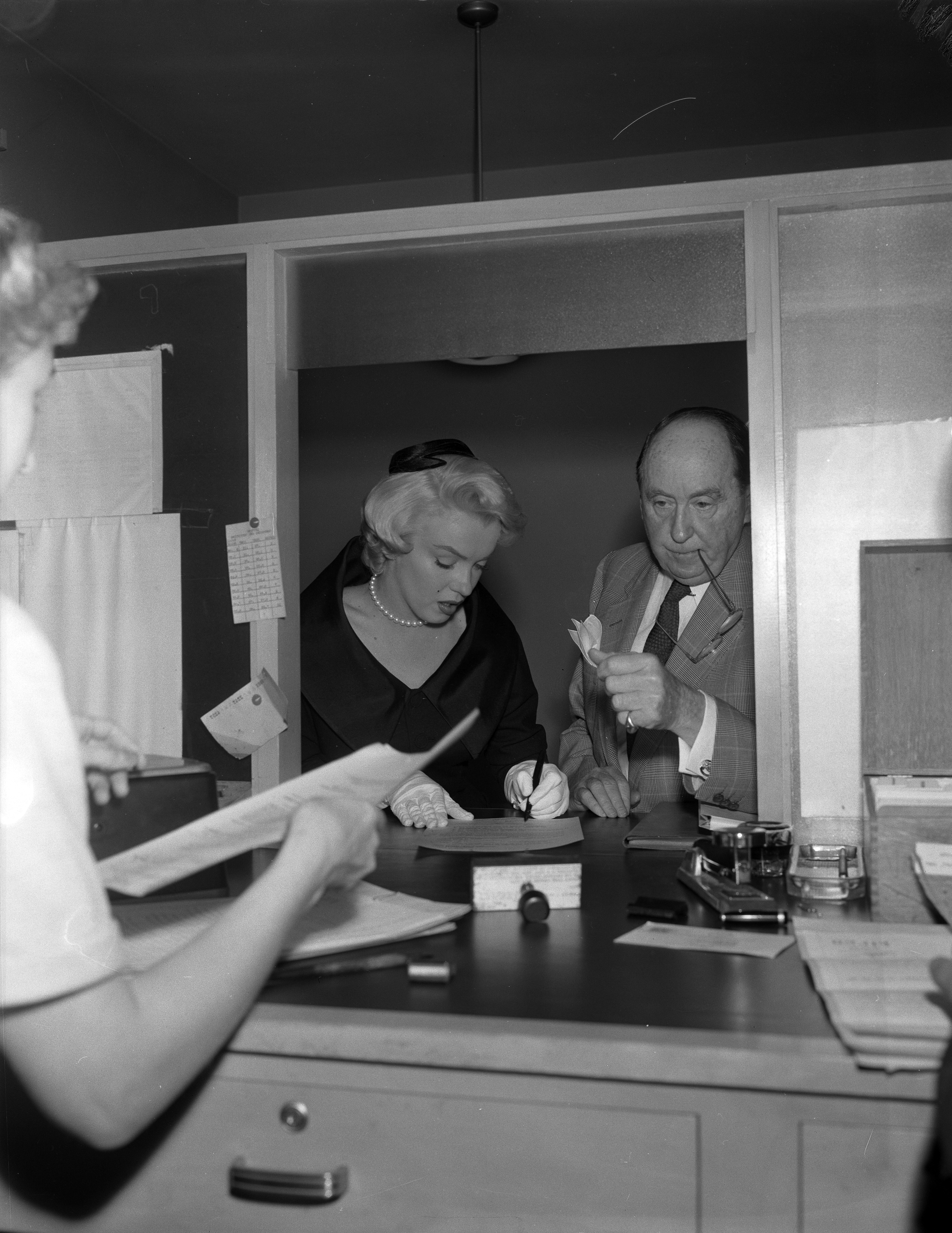

يشير انهيار الزواج إلى العملية العامة التي يحدث فيها انهيار لعلاقة الزواج بين الأشخاص بين الرجل والمرأة (أو في الدول التي تسمح بذلك بين امرأتين أو رجلين)، بحيث لا يمكن لهما استعادة علاقتهما بشكل عادي.  وهناك العديد من المراحل في هذه العملية، وكل فرد يمر خلال تلك المراحل بمعدلات مختلفة.  فهي عملية معقدة تنطوي على علم النفس والتمويل الشخصي وفي الغالب الدين. وهو يعد بمثابة الخرق للتوقعات المحلية، وغالبًا ما يؤدي إلى الطلاق أو الانفصال في علاقة الزواج.  وغالبًا ما يكون هناك أطفال ونسباء وغير ذلك من الأطفال الذين يكونون مضمنين في العملية.  في نهاية العملية، قد لا تكون هناك أية علاقات متبقية، أو ربما تكون هناك علاقة على المدى البعيد في الأفق. (انظر الانفصال القانوني) ويختلف انهيار علاقات الزواج في هذا الإطار.
وهناك العديد من الأسباب وراء استمرار بعض علاقات الزواج وانهيار علاقات أخرى.  ويمثل الفيلم الشهير الذي تم طرحه عام 1989 The War of the Roses (حرب الورود) حالة انهيار عنيف لعلاقة زواج، حيث انفجر كل طرف منهم، وقد كانا يتسمان بالعقلانية في الحالات الأخرى، من خلال أعمال عنف غضب ضد بعضهم البعض.  وغالبًا ما يحتاج هذا العنف إلى التدخل القانوني الفوري للحفاظ على الأفراد من التسبب في الإضرار ببعضهم البعض.  وفي أغلب الدول، فإن الأمر الزجري المتعلق بالعنف المحلي (والذي يطلق عليه كذلك اسم أمر الحماية) يتم منحه بشكل روتيني عندما يثبت أحد الأطراف المحلية أن الطرف الآخر قد تسبب في إحداث العنف.
ولا تؤدي كل عمليات انهيار حالات الزواج بالضرورة إلى الطلاق.  ولا تنجم كل حالات الطلاق من حالات انهيار الزواج، رغم أن المحاكم في العادي تتطلب أن يشهد أحد الطرفين على عقوبة حنث اليمين بأن هذا الانهيار حدث قبل أن يتم الطلاق.
وفي ثقافة الهاوسا، يشير الطلاق إلى حصول الزوجة على موافقة من الزوج برفض الزواج، ويتوقع أن تعود إلى منزل والدها.